# Thynia Linea
La Thynia Linea è una struttura geologica della superficie di Europa.